# Пирятинская мебельная фабрика
Пирятинская мебельная фабрика — предприятие деревообрабатывающей промышленности в городе Пирятин Пирятинского района Полтавской области Украины, которое специализировалось на производстве мебели.

## История
Предприятие было создано в соответствии с первым пятилетним планом развития народного хозяйства СССР и начало работу в 1932 году. Входило в состав Полтавского производственного объединения "Полтавдрев". В ходе индустриализации 1930-х годов фабрика была расширена (были построены и введены в эксплуатацию новые цеха), оснащена новым оборудованием и увеличила ассортимент выпускаемой продукции.
В ходе боевых действий Великой Отечественной войны и немецкой оккупации города (18 сентября 1941 - 18 сентября 1943) предприятие пострадало, но в дальнейшем было восстановлено и уже спустя полгода начало выполнение государственных заказов.
В годы семилетки (1959 - 1965 гг.) на фабрике по предложению рационализаторов были созданы комплексные бригады, что увеличило производительность труда.
В целом, в советское время мебельная фабрика входила в число крупнейших предприятий города.
После провозглашения независимости Украины государственное предприятие было преобразовано в открытое акционерное общество.
Начавшийся в 2008 году экономический кризис осложнил положение предприятия. В связи с наличием неоплаченной задолженности по налогам и сборам, по иску управления Пенсионного фонда в Пирятинском районе 28 августа 2008 года хозяйственный суд Полтавской области признал фабрику банкротом и утвердил процедуру её ликвидации.

## Деятельность
Фабрика производила наборы корпусной мебели для комнат и прихожей, шкафы для одежды, книжные шкафы, антресольные секции, комоды, тумбы, книжные стеллажи, журнальные столы, а также столярные изделия.